# Louis Charles Vincent Le Blond de Saint-Hilaire
Louis Charles Vincent Le Blond de Saint-Hilaire (1766-1809) a fost un general de divizie francez al perioadei revoluționare și imperiale, ce s-a remarcat ca tactician în conducerea infanteriei.
1. ↑  Louis Charles Vincent Le Blond De Saint-Hilaire, GeneaStar
2. 1 2  Louis-Vincent-Joseph Le Blond, Find a Grave, accesat în 9 octombrie 2017